# Саелісес-де-ла-Саль
Саелісес-де-ла-Саль (ісп. Saelices de la Sal) — муніципалітет в Іспанії, у складі автономної спільноти Кастилія-Ла-Манча, у провінції Гвадалахара. Населення — 60 осіб (2010).
Муніципалітет розташований на відстані близько 130 км на північний схід від Мадрида, 80 км на північний схід від Гвадалахари.

## Демографія
Динаміка населення (INE ):